# Trevignano
Trevignano (velenceiül Trevignan) település Olaszországban, Veneto régióban, Treviso megyében. Lakosainak száma 10 693 fő (2023. január 1.). Trevignano Montebelluna, Paese, Vedelago, Volpago del Montello és Istrana községekkel határos.

## Népesség
A település népességének változása:
| Lakosok száma | 10 766 | 10 759 | 10 693 |
|               | 2017   | 2018   | 2023   |